# Михайлов, Олег Николаевич (футболист)
Олег Николаевич Михайлов (14 июля 1930, Ленинград) — советский футболист, вратарь.После окончания спортивной карьеры возобновил занятия музыкой (баян), которые начал в школьные годы в Ленинградском Дворце Пионеров. Закончил Музыкальное Училище им. Римского-Корсакова, преподавал, на пенсию ушёл, будучи Завучем Музыкальной Школы им. Римского-Корсакова. Скончался 1 августа 1993 года от злокачественного новообразования. Похоронен в г. СПб на Ковалёвском кладбище. 

## Биография
В чемпионате СССР дебютировал в 1949 году, сыграв два матча за «Динамо» Ленинград. 29 мая в гостевом матче против московского «Спартака» (1:8) заменил Бориса Бойко во втором тайме (после первого тайма счёт был 1:5). 30 июня отыграл полный домашний матч против ВВС (1:1). Далее выступал за петрозаводские команды класса «Б» «Локомотив» (1950) и «Красная Звезда» (1951). В 1952—1954 годах играл в составе «Торпедо» Москва, в 27 играх пропустил 40 мячей. В 1955 году в классе «А» за «Крылья Советов» Куйбышев сыграл три матча, пропустил пять голов. Далее был в составе команд «Завод имени Сталина» Краматорск (1956) и «Авангард» Ленинград (1957).
Обучался в школе тренеров при институте физической культуры имени Лесгафта.

## Достижения
- Обладатель Кубка СССР 1952.